# Медек, Рудолф
Рудолф (Рудольф) Медек (Rudolf Medek, 8 января 1890 года, Градец-Кралове — 22 августа 1940, Прага) — чешский генерал (1931) и писатель (поэт и прозаик), кавалер Военного ордена Лачплесиса. Начальник военного управления чехословацких легионов. С 1940 по 1989 год действовал запрет на публикации Медека.

## Сборники
- «Полночь богов»
- «Перстень»
- «Зборов»
- «Львиное сердце»
- «Живой круг»
- «Речь судьбы»

## Романы
- «Огненный змей»
- «Великие дни»
- «Остров в буре»
- «Могучий сон»
- «Анабазис»